# NGC 492
NGC 492 (również PGC 4976) – galaktyka spiralna z poprzeczką (SB?), znajdująca się w gwiazdozbiorze Ryb. Odkrył ją 6 grudnia 1850 roku Bindon Stoney – asystent Williama Parsonsa.